# Heinrich IX. (Liegnitz-Lüben)
Heinrich IX. von Liegnitz (auch Heinrich IX. von Lüben; * 1369; † 1419 oder 1420) war Herzog von Liegnitz und 1399 bis 1419/20 Herzog von Lüben, Ohlau und Haynau. Er entstammte dem Geschlecht der Schlesischen Piasten.

## Herkunft und Familie
Seine Eltern waren Herzog Heinrich VIII. († 1399) und dessen erste Frau Helene, Tochter des Herzogs Otto VIII. († 1334) von Orlamünde.
1396 vermählte sich Heinrich mit Anna († 1403), Tochter des Teschener Herzogs Przemislaus. Der Ehe entstammten die Kinder
- Ruprecht II. († 1431), Herzog von Lüben, Großprior der Johanniter-Provinz Böhmen, Ungarn und Polen
- Wenzel III. († 1423), Herzog von Ohlau
- Ludwig III. († 1441), Herzog von Lüben und Ohlau, ⚭ Margareta von Oppeln († 1454/55), Tochter des Oppelner Herzogs Bolko IV.
- Katharina († 1424), ⚭ 1423 Graf Albrecht VIII. († 1460) von Lindow-Ruppin
- Anna († 1420)
- Hedwig († 1432), seit 1416 Nonne in Trebnitz

## Leben
Nach dem Tod des Vaters Heinrich VIII. 1399 teilten Heinrich und sein jüngerer Stiefbruder Ludwig II. den ererbten Besitz, wobei Heinrich Lüben, Ohlau, Nimptsch und halb Haynau erhielt, während an Ludwig Brieg mit Kreuzburg und Konstadt fielen. 
Vor oder kurz nach Heinrichs Tod 1419/20 erbte sein Stiefbruder Ludwig II. aufgrund einer 1379 vereinbarten und vom König genehmigten Gesamtbelehnung von seinem Großonkel, dem damals bereits resignierten Breslauer Bischof Wenzel von Liegnitz dessen Herzogtum Liegnitz. Kurze Zeit später schlossen Heinrichs Söhne Ruprecht II., Wenzel III. und Ludwig III. mit ihrem Onkel Ludwig II. einen Erbvertrag, welcher dieser Linie den gesamten Besitz sichern sollte. Da hierfür nicht die Zustimmung des böhmischen Landesherrn eingeholt worden war, kam es nach Ludwigs Tod 1436, der ohne männliche Nachkommen starb, zu langwierigen Erbauseinandersetzungen, die zu dem bis 1469 andauernden Liegnitzer Lehnstreit führten.